# L'estate in cui Hikaru è morto
L'estate in cui Hikaru è morto (光が死んだ夏?, Hikaru ga shinda natsu) è un manga scritto e disegnato da Mokumokuren, pubblicato da Kadokawa Shoten sul sito Young Ace Up dal 31 agosto 2021. In Italia è distribuito da J-Pop dal 28 giugno 2023.
Un adattamento anime prodotto da CygamesPictures va in onda dal 6 luglio 2025.

## Trama
In un torrido pomeriggio d'estate, Yoshiki confessa all'amico di sempre Hikaru – con il quale era stato praticamente inseparabile fin dall'infanzia – di non riconoscerlo più; tutto sarebbe cominciato dopo un'escursione in montagna che Hikaru aveva compiuto da solo alcuni mesi prima: il ragazzo era infatti tornato giorni dopo – tanto che nel paese si era temuto il peggio – affermando peraltro di non ricordare nulla dell'accaduto.
Alla frase di Yoshiki, Hikaru reagisce confermandogli i suoi sospetti: sebbene parli nello stesso modo e sia fisicamente identico al suo amico, in realtà è un'entità che ne ha preso il posto dopo la sua morte. Nonostante questo, Yoshiki vuole comunque stare insieme a lui, ma la loro amicizia è resa complicata dai comportamenti del nuovo Hikaru e dalla presenza di altre entità misteriose intorno a loro.

## Produzione
Mokumokuren ha concepito la serie mentre studiava per gli esami di ammissione alla scuola superiore. Dopo il diploma, Mokumokuren ha iniziato a postare disegni su Twitter nel tempo libero nel gennaio 2021. Mokumokuren è stato poi contattato dalla redazione di Young Ace Up per serializzare il manga su Young Ace Up, che ha accettato. Mokumokuren è un fan dei manga d'azione di Weekly Shōnen Jump e Weekly Young Jump, in particolare di Tokyo Ghoul.
Durante la stesura della storia, Mokumokuren cerca di mantenere l'horror al minimo, cercando di fare appello alle emozioni delle persone piuttosto che essere semplicemente spaventoso. Mokumokuren ritiene inoltre che il tema della storia contribuisca all'orrore sulla base dell'effetto ponte sospeso, che afferma che è più facile innamorarsi quando ci si sente ansiosi o timorosi. Per i disegni, Mokumokuren cerca di utilizzare onomatopee che non sono usate spesso, pur rimanendo cauto per assicurarsi che funzionino correttamente nel contesto della storia.

## Media

### Manga
Il manga, scritto e disegnato da Mokumokuren, viene serializzato dal 31 agosto 2021 sul sito web Young Ace Up di Kadokawa Shoten. I capitoli vengono raccolti in volumi tankōbon a partire dal 4 marzo 2022. Al 4 luglio 2025 i volumi totali ammontano a 7.
In Italia la serie è stata annunciata durante il Lucca Comics & Games 2022 da Edizioni BD che la pubblica dal 28 giugno 2023. La traduzione dei testi è curata da Matteo Cremaschi.
La serie viene distribuita anche negli Stati Uniti da Yen Press, in Spagna da Milky Way Ediciones e in Polonia da Studio JG.

#### Volumi
L'autore divide la storia in tre parti: la prima comprende i primi tre volumi ed è incentrata sulla vita quotidiana; la seconda consiste dei volumi 4 e 5 e ha come argomento la soluzione del mistero; la terza va dal sesto volume in poi e tratta della chiusura del "buco".
| 1 | 4 marzo 2022 | ISBN 978-4-04-112273-0                                                      | 28 giugno 2023   | ISBN 978-88-349-2078-7 |
| 1 | Capitoli - Capitoli 1-6 - Capitolo extra |                                                                             |                  |                        |
| 2 | 4 ottobre 2022 | ISBN 978-4-04-112960-9                                                      | 23 agosto 2023   | ISBN 978-88-349-2170-8 |
| 2 | Capitoli - Capitoli 7-11 - Capitolo extra |                                                                             |                  |                        |
| 3 | 2 giugno 2023 | ISBN 978-4-04-113700-0                                                      | 18 ottobre 2023  | ISBN 978-88-349-1277-5 |
| 3 | Capitoli - Capitoli 12-16 - Capitolo extra - L'angolo delle domande |                                                                             |                  |                        |
| 4 | 4 dicembre 2023 | ISBN 978-4-04-114339-1                                                      | 24 aprile 2024   | ISBN 978-88-349-2620-8 |
| 4 | Capitoli - Capitoli 17-21 - Capitolo extra |                                                                             |                  |                        |
| 4 | Trama Yoshiki e "Hikaru" iniziano a svolgere delle indagini sulla vera natura di quest'ultimo. Un biglietto trovato nella stanza di Hikaru, apparentemente legato alla sua salita sulla montagna di Nisayama, li mette sulle tracce di Nounuki (lo strappacervelli), un'entità connessa alla storia di Kubitachi. Nella biblioteca di Kibogayama apprendono da un'impiegata, la figlia della signora Matsuura, che si tratterebbe di una divinità residente sulla montagna capace di esaudire desideri, considerata malevola a seguito di un episodio di morti di massa. Inoltre Kurebayashi percepisce in "Hikaru" un essere superiore che attira a sé le impurità: questo sarebbe il motivo del loro aumento nel villaggio dopo il suo allontanamento dalla montagna. Successivamente, su consiglio della bibliotecaria, i due consultano il signor Takeda, un anziano del villaggio. Mentre discutono però si manifesta un'impurità, che spinge l'anziano ad attaccare i ragazzi prima di essere fermato dall'improvviso intervento di Tanaka. Quest'ultimo, che è riuscito ad individuare "Hikaru" servendosi di una maledizione come cane da caccia, per verificare la sua natura sovrannaturale lo decapita usando una spada speciale disposta in anticipo sul luogo.           |                                                                             |                  |                        |
| 5 | 4 giugno 2024 | ISBN 978-4-04-114997-3                                                      | 13 novembre 2024 | ISBN 978-88-349-3062-5 |
| 5 | Capitoli - Capitoli 22-26 - Capitolo extra - L'angolo delle domande |                                                                             |                  |                        |
| 5 | Trama Dopo pochi istanti di panico, Yoshiki riesce a saldare al suo posto la testa di "Hikaru", il quale rimane privo di sensi per due giorni prima di risvegliarsi. Il progresso delle indagini dei due rivela che la famiglia Indou gestiva il tempio per le offerte a Nounuki, consistenti in teste umane. Ma nessuna offerta portò all'esaudimento di un desiderio finché il capofamiglia sacrificò a Nounuki un terzo del villaggio per riportare in vita la defunta moglie, Hichi, causando così le morti di massa. Hichi, già ridotta ad una testa, restò viva solo per poco e in seguito si trasformò in un talismano utilizzato dagli eredi maschi della famiglia per un rituale sulla montagna. In contemporanea alle ricerche però "Hikaru" inizia a manifestare i sintomi della propria scissione: è più vulnerabile e fa fatica a controllare l'istinto di saziare il suo vuoto interiore, che lo spinge a cercare di ghermire l'anima di Yoshiki. Rendendosi conto del pericolo che rappresenta per il compagno, sceglie di fare ritorno sulla montagna, sperando che così lui possa essere felice. Yoshiki tenta una disperata opposizione prima che Tanaka appaia improvvisamente, dichiarando che tornare sulla montagna sarebbe vano perché "Hikaru" non è Nounuki. |                                                                             |                  |                        |
| 6 | 4 dicembre 2024 | ISBN 978-4-04-115608-7                                                      | 14 maggio 2025   | ISBN 978-88-349-3324-4 |
| 6 | Capitoli - Capitoli 27-31 - Capitolo extra - L'angolo delle domande |                                                                             |                  |                        |
| 7 | 4 luglio 2025 | ISBN 978-4-04-115682-7 (ed. regolare) ISBN 978-4-04-115683-4 (ed. limitata) | —                | —                      |
| 7 | Capitoli - Capitoli 32-36 - Capitolo extra |                                                                             |                  |                        |

### Romanzi
Una trasposizione letteraria della serie manga, scritta da Mio Nukaga, viene pubblicata da Kadokawa Shoten il 4 dicembre 2023.

### Anime

Logo dell'anime.

Un adattamento anime è stato annunciato il 24 maggio 2024. In seguito è stato rivelato trattarsi di una serie televisiva prodotta da CygamesPictures e diretta e scritta da Ryōhei Takeshita, con il character design e la direzione principale dell'animazione curati da Yuichi Takahashi, mentre Masanobu Hiraoka avrebbe curato l'animazione "Dorodoro". In patria la serie è trasmessa in prima visione a livello nazionale su Nippon TV dal 6 luglio 2025. La sigla di apertura è Saikai (再会? lett. "Riunione") di Vaundy e quella di chiusura è Anata wa kaibutsu (あなたはかいぶつ? lett. "Sei il mio mostro") di Tooboe. Netflix trasmettere la serie in streaming a livello globale, mentre Abema la trasmettere gratuitamente in Giappone.

#### Episodi
Questa lista è suscettibile di variazioni e potrebbe essere incompleta o non aggiornata.

| Nº | Titolo italiano Giapponese 「Kanji」 - Rōmaji | In onda        | In onda |
| Nº | Titolo italiano Giapponese 「Kanji」 - Rōmaji | Giapponese     |         |
| 1  | Sostituzione 「代替品」 - Daitaihin | 6 luglio 2025  |         |
| 1  | Nel gennaio 2020, un liceale residente nel villaggio giapponese di Kubitachi, Hikaru Indou, scompare sul vicino monte Nisayama per una settimana. Il suo amico stretto Yoshiki Tsujinaka però intuisce che ad aver fatto ritorno non è stato Hikaru, ma "qualcosa" che ne ha preso il posto. A sei mesi dall'avvenimento Yoshiki lo interroga sulla sua identità, ricevendo la conferma dei propri sospetti: un'entità paranormale alberga nel corpo senza vita di Hikaru, dispone dei suoi ricordi e riproduce la sua personalità. "Hikaru" dichiara però di essersi affezionato alla vita da umano e a Yoshiki, per cui gli chiede di mantenere il segreto. Questi, pur di non rinunciare alla compagnia dell'amico, accetta il suo sosia come rimpiazzo. Tuttavia non riesce a superare l'inquietudine per la situazione, che si aggiunge al lutto per Hikaru, ai disagi in famiglia e all'insoddisfazione per la vita nel villaggio. D'altra parte "Hikaru" manifesta continuo entusiasmo per le "nuove" esperienze della vita quotidiana e dimostra un'affezione per Yoshiki mai palesata dall'originale. Nel frattempo la sua presenza anomala suscita agitazione a Kubitachi, dove si inizia a vociferare della comparsa del «grande Nounuki». |                |         |
| 2  | Sospetto 「疑惑」 - Giwaku | 13 luglio 2025 |         |
| 3  | Rifiuto 「拒絶」 - Kyozetsu | 20 luglio 2025 |         |
| 4  | Festival estivo 「夏祭り」 - Natsu Matsuri | 27 luglio 2025 |         |
| 5  | Impurità 「カツラのオバケ」 - Katsura no obake | 3 agosto 2025  |         |
| 6  | Asako 「朝子」 - Asako | 10 agosto 2025 |         |
| 7  | Determinazione 「決意」 - Ketsui | 17 agosto 2025 |         |

## Accoglienza
Nell'edizione 2022 del Next Manga Award, L'estate in cui Hikaru è morto si è classificato all'11º posto nella categoria web manga. La serie è stata anche la scelta più popolare tra i votanti cinesi tradizionali. La serie è stata in cima all'edizione 2023 della lista dei migliori manga per lettori di sesso maschile di Kono manga ga sugoi! di Takarajimasha. È stata anche nominata per il 16° Manga Taishō. La serie si è classificata al 5º posto nella Nationwide Bookstore Employees' Recommended Comics del 2023. La serie si è inoltre classificata al settimo posto del 7° Tsutaya Comic Award. Nel 2023, la serie è stata inserita dalla New York Public Library tra i migliori libri per adolescenti di quell'anno. Si è classificata al 29º posto nella lista dei "libri dell'anno" del 2023 della rivista Da Vinci.
Il primo volume ha ricevuto un numero di ordini tre volte superiore alle copie disponibili nella prima tiratura. Il volume è stato ristampato sei volte in tre mesi, con oltre 200 000 copie in circolazione. Nell'ottobre 2022, la serie aveva 550 000 copie in circolazione. Nel giugno 2023, la serie aveva 1,4 milioni di copie in circolazione. Nel dicembre 2023, la serie aveva 1,9 milioni di copie in circolazione.
Chanmei di Real Sound ha elogiato la storia e i personaggi come emotivi. Chanmei ha anche elogiato i disegni, ritenendo che completassero bene la storia. Tensako Miura di An An ha elogiato la storia, i personaggi principali e i disegni, notando positivamente l'uso dei toni del nero..